# Triaspis tripartita
Triaspis tripartita är en stekelart som först beskrevs av Szepligeti 1905.  Triaspis tripartita ingår i släktet Triaspis och familjen bracksteklar. Inga underarter finns listade i Catalogue of Life.